# عتیق اسماعیل
عتیق اسماعیل (انگلیسی: Atik Ismail؛ زادهٔ ۵ ژانویهٔ ۱۹۵۷) بازیکن فوتبال تاتار تبار اهل فنلاند بود.
از باشگاه‌هایی که در آن بازی کرده‌است می‌توان به باشگاه فوتبال هلسینکی، باشگاه فوتبال ای‌آی‌کی، باشگاه فوتبال کیفن، و باشگاه فوتبال بشیکتاش اشاره کرد.
وی همچنین در تیم ملی فوتبال فنلاند بازی کرده‌است.